# Leonhard Wismair
Leonhard Wismair, auch Wiesmair, Wyssenmayer, Wyssmayer, (* um 1400 im Erzbistum Salzburg; † 20. Mai 1458 wahrscheinlich in Tirol) war Bischof von Chur.

## Leben
Leonhard Wismair wurde nach seinen Studien zum doctor decretorum (Jura) promoviert. Ab 1442 war er als Pfarrer in Kolsass in Tirol tätig; von 1446 bis 1452 im Dorf Tirol bei Meran. Zudem war er 1452 bis 1455 Salzmaier in Hall in Tirol und Kanzler des Erzherzogs Sigmund. Er war Domherr der Kathedrale zu Chur und des Doms zu Brixen.
1450 wurde er zum Bischof von Brixen gewählt; er verzichtete aber, weil ihn Papst Nikolaus V. nicht anerkannte. Er war Opfer eines Affronts des Papstes mit dem Domkapitel von Brixen. Die Brixner Domherren hatten „im Gehorsam gegenüber Herzog Sigmund“ beschlossen, nicht den vom Papst vorgeschlagenen Kuriendiplomaten Nikolaus von Kues, sondern den erzherzoglichen Kanzler Leonard Wiesmair zum Bischof zu wählen. Zudem fand er Unterstützung der Drei Bünde, einem Freistaat im Gebiet des heutigen Kantons Graubündens, und des Erzherzogtums Österreich. Seine Wahl aber wurde durch Papst Nikolaus V. nicht anerkannt.
1454 wurde er von Kaiser Friedrich III. zum kaiserlichen Rat ernannt; 1455 verlieh er ihm "die Regalien und Lehen seines Hochstiftes". Friedrich III. "befiehlt Bürgermeister, Schultheissen, Ammännern und Räten der Stadt Zürich sowie von Schwyz, Glarus und Uri, Leonhard, den gewählten Bischof von Chur, den er mit den Regalien belehnt hat, gegen den Archidiakon von Trient, Antonius Thosabetis, zu schützen und zu schirmen und letzterem keinen Beistand zu leisten, "desgleichen wir unserm heiligen vater, dem babst, durch unser botschafft auch ze wissen tun. An mittichen nach sannd Bertlmees tag".
Nach dem Tode des Papstes 1455 wurde Antonius de Tosabeciis durch den neuen Papst Kalixt III., Mitglied der mächtigen Borgia-Familie, 1456 zum Bischof zu Chur ernannt. Tosabeciis starb jedoch überraschend am 1. Oktober 1456. Leonhard Wismair, 1453 gewählter Bischof von Chur, blieb als Elekt bis zu seinem Tode im Amt.
Wismaiers Wirken „in Reichsdiensten und auch an den Konzilien von Konstanz (1414–1418) und Basel (1431–1449)“ wird als „hervorragend“ herausgestellt.